# Stratiolaelaps
Stratiolaelaps es un género de ácaros perteneciente a la familia  Laelapidae.

## Especies
- Stratiolaelaps antennata (Karg, 1993)
- Stratiolaelaps gibbosus (Koyumdzhieva, 1979)
- Stratiolaelaps lamington Walter & Campbell, 2003
- Stratiolaelaps lorna Walter & Campbell, 2003
- Stratiolaelaps marilyn Walter & Campbell, 2003
- Stratiolaelaps miles (Berlese, 1892)
- Stratiolaelaps reticulata Zumpt & Patterson, 1951
- Stratiolaelaps scimitus (Womersley, 1956)
- Stratiolaelaps womersleyi Walter & Campbell, 2003